# Max Walscheid
Maximilian Richard Walscheid (* 13. Juni 1993 in Neuwied) ist ein deutscher Radrennfahrer. Er gilt als Sprintspezialist.

## Karriere
Walscheid machte sein Abitur 2012 am Werner-Heisenberg-Gymnasium Neuwied, wo er bereits während seines Schulbesuchs von der Leichtathletik zum Radrennsport wechselte. Mit der Münsterland-Tour und der Niedersachsen-Rundfahrt absolvierte er 2010 und 2011 erste professionelle Rennen.
2011 nahm Walscheid erstmals an Deutschen Juniorenmeisterschaften teil und belegte den 19. Platz im Straßenrennen sowie den 12. Platz im Einzelzeitfahren.

### Continental-Teams (2012–2015)
Zur Saison 2012 verpflichtete ihn das Professional Continental Team Raiko Stölting. Bei seiner ersten Teilnahme an der Berlin-Rundfahrt belegte er den 5. Platz in der Nachwuchswertung. Bei der Deutschen U23-Meisterschaft belegte er im Einzelzeitfahren den 40. Platz.
2013 konnte er bei der Berlin-Rundfahrt den 6. Platz in der Sprintwertung sowie den 13. Platz in der Gesamtwertung erreichen. Erstmals nahm er am Straßenrennen der Deutschen Straßen-Radmeisterschaft teil und belegte den 95. Platz.
Walscheid gewann 2014 zwei Etappen der Berlin-Rundfahrt und wurde Deutscher U23-Meister im Straßenrennen. Nach dieser Saison verließ er das Team Stölting und wechselte zum Team Kuota-Lotto.
Im Jahr 2015 gewann er eine Etappe der Berlin-Rundfahrt, bei der er außerdem Zweiter der Gesamtwertung wurde und das belgische Eintagesrennen Kernen Omloop Echt-Susteren. Diese Wettbewerbe gewann er jeweils im Sprint des Hauptfelds bzw. mit wenigen Sekunden Vorsprung. Cottbus–Görlitz–Cottbus konnte er ebenfalls 2015 für sich entscheiden.

### Aufstieg in die WorldTour (2015–2019)
Ab August 2015 fuhr Walscheid als Stagiaire beim UCI WorldTeam Giant-Alpecin mehrere Rennen. Dabei beendete er den Klassiker Paris-Tours als 35. und damit als bester Deutscher. Das Team gab ihm daraufhin einen regulären Vertrag für die Jahre 2016 und 2017.
Am 23. Januar 2016 wurde Walscheid – wie seine Mannschaftskollegen John Degenkolb, Warren Barguil, Ramon Sinkeldam, Chad Haga und Fredrik Ludvigsson – bei einer Trainingsfahrt nahe dem spanischen Calpe bei einem Unfall verletzt und erlitt einen Hand- und Schienbeinbruch.
Nach seiner Genesung wurde Walscheid im Sprint des Hauptfeldes Zweiter der Deutsche Straßenmeisterschaften hinter André Greipel. Im Oktober 2016 gewann er bei der Tour of Hainan die dritte Etappe im Sprint, nachdem er auf der ersten Etappe Zweiter wurde, weil er zu früh jubelte. Dieser Etappensieg war sein erster Sieg bei einem Rennen hors categorie. Anschließend gewann er jeweils im Sprint vier weitere Etappen der Rundfahrt und sicherte sich am Ende die Punktewertung.

In der Saison 2017 gewann er die Schlussetappe der Hammer Sportzone Limburg und wurde Zweiter in der Gesamtwertung. Außerdem konnte er die Schlussetappe der Dänemark-Rundfahrt für sich entscheiden und wurde Vierter in der Punktewertung.

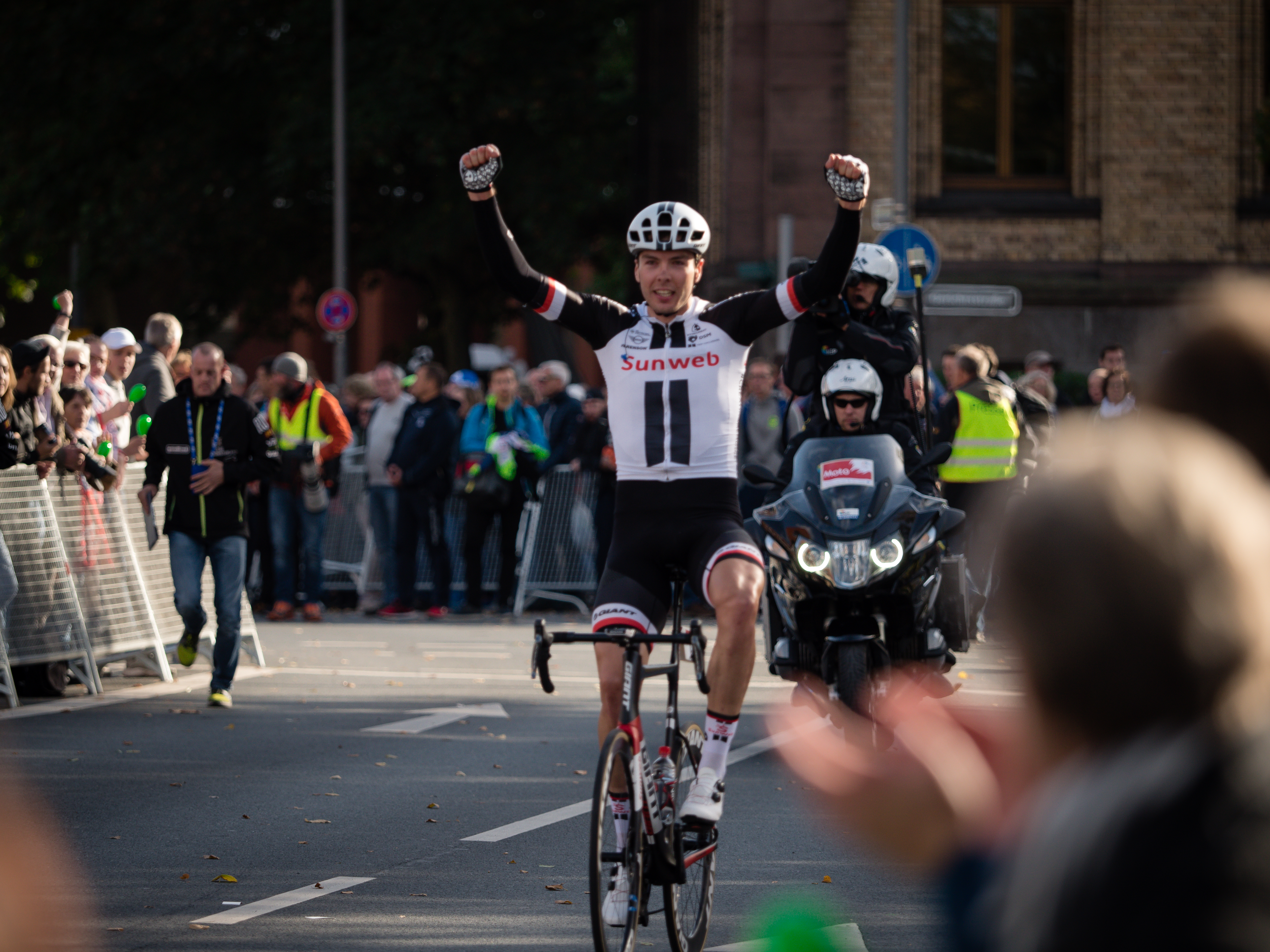
Max Walscheid beim Sieg des Münsterland-Giro 2018

2018 konnte er die 3. Etappe der Yorkshire-Rundfahrt für sich entscheiden und nahm mit der Vuelta erstmals an einer Grand Tour teil. Diese schloss er auf dem 156. Gesamtplatz und dem 88. Platz in der Punktewertung ab. Zudem stand er mit dem 3. Platz erstmals auf dem Podium beim Straßenrennen der Deutschen Straßen-Radmeisterschaft. Am 3. Oktober 2018 entschied er den Münsterland-Giro vor John Degenkolb und Nils Politt für sich.
Nach mehreren Rennteilnahmen im Frühjahr 2019 wurde Walscheid beim Eintagesrennen Scheldeprijs Zweiter hinter Fabio Jakobsen. Beim Einzelzeitfahren der Deutschen Straßen-Radmeisterschaft verpasste er mit Platz 4 das Podium knapp. Erneut nahm Walscheid an der Vuelta teil und belegte mit seinem Team beim Mannschaftszeitfahren zum Auftakt in Torrevieja den 3. Platz. Am 25. September 2019 konnte er den Sieg beim Omloop van het Houtland einfahren.

### NTT / Qhubeka (2020–2021)
2020 wechselte Walscheid zum südafrikanischen NTT Pro Cycling Team und gewann zwei Etappen sowie die Punktewertung der Tour de Langkawi. Sein letztes Rennen vor der zwangsläufigen Pause durch die COVID-19-Pandemie war Paris-Nizza. Erstmals nahm Walscheid an der Tour de France, welche pandemiebedingt erst am 29. August 2020 startete, teil und beendete diese auf dem 134. Platz. In der Punktewertung belegte er Platz 67. Sein bestes Etappenergebnis war der 10. Platz bei der Schlussetappe im Sprint auf den Champs Élysées in Paris. Bei seinen ersten Straßenradsport-Weltmeisterschaften belegte er den 19. Platz im Einzelzeitfahren im Autodrome Enzo e Dino Ferrari in Imola.
In der Saison 2021 nahm Walscheid erstmals an zwei Grand Tours in einem Jahr teil. Beim Giro d’Italia belegte er beim Prolog in Turin den 8. Platz sowie beim Abschlusszeitfahren in Mailand den 6. Platz. Bei der Tour de France konnte er jeweils im Sprint der 3. Etappe und der Abschlussetappe auf den Champs Élysées den 10. Platz belegen. Bei der Deutschen Straßen-Radmeisterschaft belegte er im Einzelzeitfahren den 3. und im Straßenrennen den 23. Platz. Beim Klassiker Paris–Roubaix 2021 wurde er 12. Bei den Europameisterschaften in Trient wurde er 5. im Einzelzeitfahren und holte Silber mit der deutschen Mixed-Staffel. Bei den Weltmeisterschaften in Flandern wurde er in derselben Disziplin mit dem deutschen Team Weltmeister und wurde 11. im Einzelzeitfahren.

### Cofidis (2022–2023)
Nach zwei Jahren bei NTT bzw. Qhubeka wechselte Walscheid zur Saison 2022 zum französischen Team Cofidis. Er gewann im Massensprint den Grand Prix de Denain, nachdem er am Vortag ebenfalls im Sprint Zweiter von Nokere Koerse wurde. Eine Woche später wurde er beim Training in Deutschland erheblich verletzt, als ein abbiegender Autofahrer seine Vorfahrt missachtete. Bei der Tour de France stürzte Walscheid bei der 5. Etappe schwer, konnte das Rennen jedoch fortsetzen. Aufgrund eines positiven Corona-Tests am zweiten Ruhetag musste er die Rundfahrt vorzeitig beenden. Bei seinem letzten Rennen der Saison, dem Münsterland-Giro, belegte Walscheid den 3. Platz.
Bei Paris–Roubaix 2023 war Walscheid lange Teil einer Spitzengruppe um den späteren Sieger Mathieu van der Poel und wurde schließlich Achter. Beim Eintagesrennen Eschborn-Frankfurt lag Walscheid 113 Kilometer an der Spitze des Rennens, wurde jedoch eingeholt und belegte schließlich den 86. Platz. Bei den Weltmeisterschaften in Glasgow und bei den Europameisterschaften in Emmen holte er mit dem deutschen Team jeweils Bronze in der Mixed-Staffel. Den Münsterland-Giro beendete er auf dem 21. Platz nachdem er das Rennen über 95 Kilometer anführte.

### Jayco AlUla (seit 2024)
Zur Saison 2024 wechselte Walscheid zum australischen Team Jayco AlUla. Nachdem er 2023 an keiner Grand Tour teilgenommen hatte, startete er im Mai 2024 beim Giro d’Italia. Dabei war sein bestes Ergebnis ein 11. Platz auf der 18. Etappe. Bei den Deutschen Straßen-Radmeisterschaften belegte er Platz 5 im Einzelzeitfahren und Platz 20 im Straßenrennen. Mit seinem Team gewann er das Mannschaftszeitfahren zum Auftakt der Slowakei-Rundfahrt. Als Führender der Gesamtwertung der Österreich-Rundfahrt war Walscheid in einen Massensturz verwickelt und musste anschließend aufgeben. Nach seiner Genesung nahm Walscheid mit der deutschen Nationalmannschaft an der Deutschland Tour teil. Im Prolog in Schweinfurt wurde er trotz eines schleichenden Reifendefekts 15. Bei der Schlussetappe war er über 175 Kilometer Teil einer Spitzengruppe, wurde jedoch auf der Schlussrunde in Saarbrücken abgehängt und schließlich vom Peloton eingeholt. Bei den Europameisterschaften in der Provinz Limburg in Belgien gewann Walscheid mit der Mixed-Staffel Silber, wurde Zehnter im Einzelzeitfahren und Zwölfter im Massensprint des Straßenrennens. Seinen einzigen Einzelsieg der Saison konnte Walscheid beim Omloop van het Houtland einfahren. Walscheid beendete die Saison als Fünfter des Sparkassen Münsterland-Giros.
2025 belegte Walscheid mit seinem Team beim Mannschaftszeitfahren von Paris–Nizza Rang zwei. Beim Dwars door het Hageland stürzte er, nachdem einige Rennfahrer durch das Nutzen eines Gehweges einen Massensturz verursacht hatten und brach sich den Ellenbogen. Er verpasste dadurch die geplante Teilnahme an der Tour de France.

## Sonstiges
Zum Saisonende 2015 schloss Walscheid sein 1. Staatsexamen in Medizin ab.
Walscheid war als einer der ersten Fahrer im Peloton mit Scheibenbremsen unterwegs.
Seit dem Jahr 2020 veranstaltete der ehemalige niederländische Radprofi Bas Tietema auf seinem YouTube-Kanal parallel zur Tour de France inoffizielle Wheelie-Meisterschaften unter den Teilnehmern. Nachdem 2020 Oliver Naesen den Wettbewerb mit einer Strecke von 28 Metern auf dem Hinterrad für sich entscheiden konnte, verbesserte Walscheid im Jahr 2021 den Rekord auf 174 Meter und holte sich den Titel. Als Favorit gehandelt, schaffte Walscheid 2022 1420 Meter und setzte sich gegen Konkurrenten wie Wout Van Aert und Thomas Pidcock durch. Walscheid gab auf Nachfrage an, ursprünglich Mountainbike gefahren zu sein, wo es „jeder“ gekonnt habe, nur er nicht, weshalb er es damals lernen musste.
Seit Juni 2024 betreibt Walscheid gemeinsam mit den Radsportlern und früheren GCN-Presentern Richard Weinzheimer, der Walscheids Cousin ist, und Tobias Knaup den Radsport-Podcast Radio RTW.
Bei den Deutschen Straßen-Radmeisterschaften 2025 war Walscheid Co-Kommentator des SWR Fernsehens bei der Liveübertragung des Straßenrennens der Männer.

## Erfolge
2014
- zwei Etappen Berlin-Rundfahrt

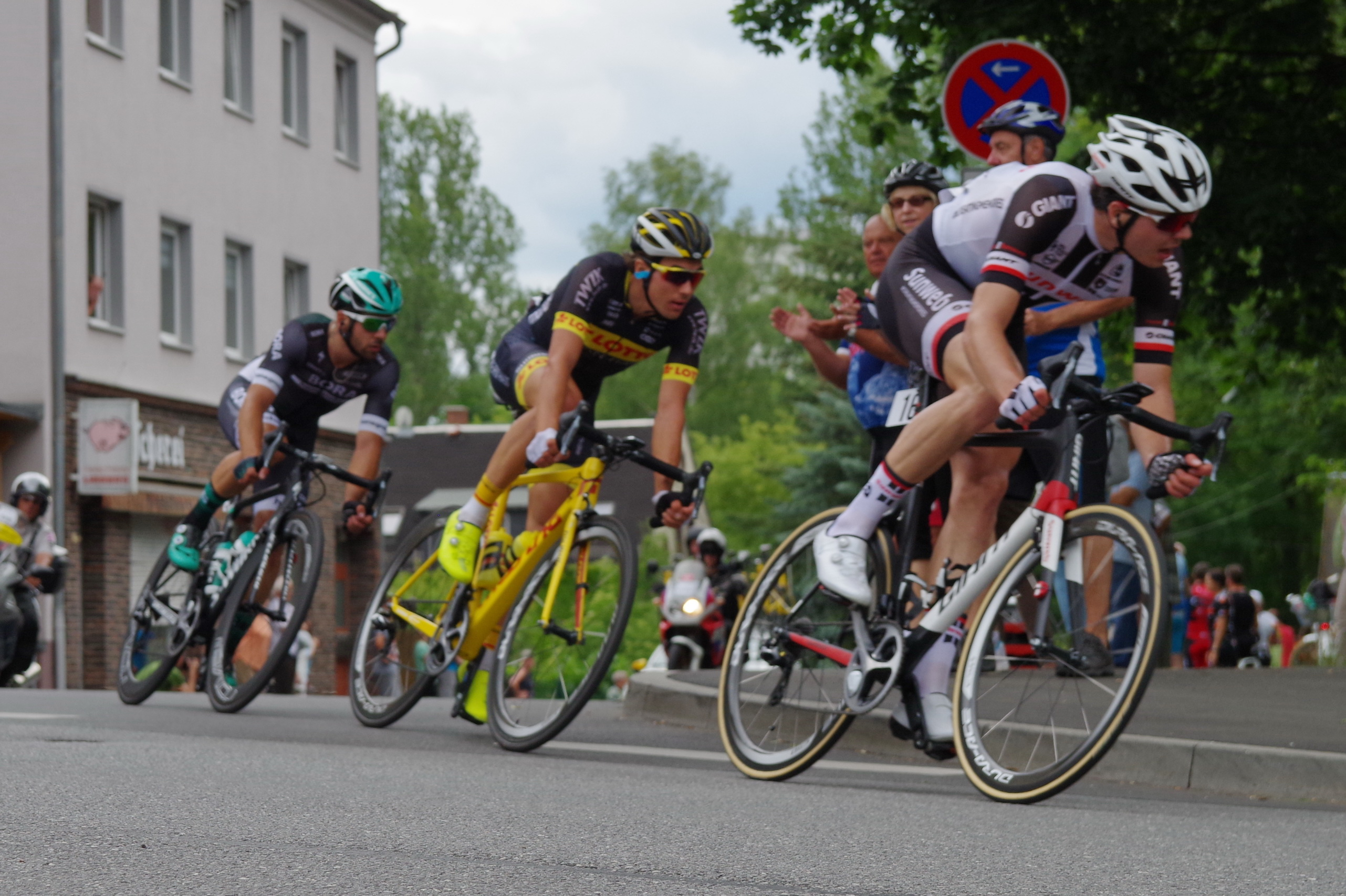
Max Walscheid (re.) bei den Deutschen Straßen-Radmeisterschaften 2017

- Deutscher U23-Straßenmeister

2015
- eine Etappe Berlin-Rundfahrt
- Deutsche Meisterschaften – Mannschaftszeitfahren
- Kernen Omloop Echt-Susteren

2016
- Deutsche Meisterschaften – Straßenrennen
- fünf Etappen und Punktewertung Tour of Hainan

2017
- Hammer Chase Hammer Sportzone Limburg
- eine Etappe Dänemark-Rundfahrt

2018
- eine Etappe Tour de Yorkshire
- Münsterland-Giro
- Hammer Chase Hammer Hongkong

2019
- Omloop van het Houtland

2020
- zwei Etappen und Punktewertung Tour de Langkawi

2021
- Europameisterschaft – Mixed-Staffel
- Weltmeister – Mixed-Staffel

2022
- Grand Prix de Denain

2023
- Weltmeisterschaft – Mixed-Staffel
- Europameisterschaft – Mixed-Staffel

2024
- Mannschaftszeitfahren Slowakei-Rundfahrt
- Europameisterschaft – Mixed-Staffel
- Omloop van het Houtland

## Wichtige Platzierungen
| Grand Tour            | 2018 | 2019 | 2020 | 2021 | 2022 | 2023 | 2024 | 2025 |
| --------------------- | ---- | ---- | ---- | ---- | ---- | ---- | ---- | ---- |
| Giro d’ItaliaGiro     | –    | –    | –    | 124  | –    | –    | 127  | –    |
| Tour de FranceTour    | –    | –    | 134  | 121  | DNF  | –    | –    | –    |
| Vuelta a EspañaVuelta | 156  | 137  | –    | –    | –    | –    | –    |      |

| Weltmeisterschaft        | 2018 | 2019 | 2020 | 2021 | 2022 | 2023 | 2024 | 2025 |
| ------------------------ | ---- | ---- | ---- | ---- | ---- | ---- | ---- | ---- |
| StraßenrennenStraße      | –    | –    | –    | –    | –    | –    | –    |      |
| EinzelzeitfahrenEZF      | –    | –    | 19   | 11   | –    | –    | –    |      |
| MannschaftszeitfahrenMZF | –    | –    | –    | 1    | –    | 3    | –    |      |

| Monument                 | 2018 | 2019 | 2020 | 2021 | 2022 | 2023 | 2024 | 2025 |
| ------------------------ | ---- | ---- | ---- | ---- | ---- | ---- | ---- | ---- |
| Mailand–Sanremo          | –    | –    | 146  | –    | –    | –    | –    | –    |
| Flandern-Rundfahrt       | –    | –    | 30   | 27   | –    | 55   | 20   | 61   |
| Paris–Roubaix            | 52   | DNF  | –    | 12   | –    | 8    | 49   | 59   |
| Lüttich–Bastogne–Lüttich | –    | –    | –    | –    | –    | –    | –    | –    |
| Lombardei-Rundfahrt      | –    | –    | –    | –    | –    | –    | –    |      |